# Świerklaniec
Pour les articles homonymes, voir Świerklaniec (homonymie).
Świerklaniec est un village de la voïvodie de Silésie et du powiat de Tarnowskie Góry. Il est le siège de la gmina de Świerklaniec et comptait 3 786 habitants en 2008.